# Windmolenpark

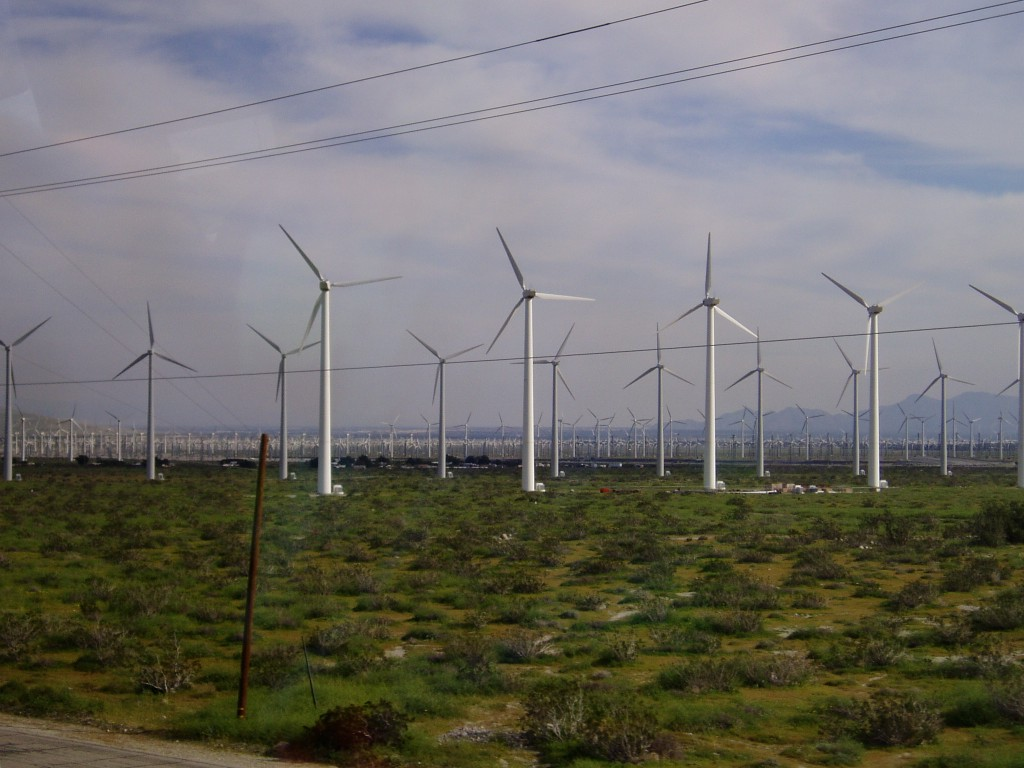
Windmolenpark in Californië.

Een windmolenpark (of windpark) is een verzameling van 3 of meer moderne windmolens (windturbines), bedoeld om windenergie op te wekken. Een belangrijk onderscheid zijn windparken op land (onshore) en windparken op zee (offshore).

## Ontwerp en plaatsing
Door schaalvergroting en aantal zijn windmolens steeds meer gaan opvallen in het landschap. In de jaren 1970 en 1980 stonden windmolens solitair opgesteld, vaak in de buurt van een boerderij. De hoogte was nog te relateren aan andere hoge objecten in de buurt, zoals bomen. Vanaf 1975 tot 2010 is de masthoogte opgelopen van zo'n twintig meter tot bijna tweehonderd meter, hoger dan de Euromast te Rotterdam. Om te voorkomen dat de windturbines elkaars opbrengst beïnvloeden worden ze gemiddeld ongeveer zes maal de rotordiameter van elkaar geplaatst. Bij een rotordiameter van 80 meter is de afstand tussen twee windturbines dus 480 meter.
Met de toenemende hoogte werd onderkend dat een aantal molens samen (het windmolenpark) een zelfstandig landschappelijk element is, dat ook als zodanig in het landschap ingepast moet worden. De Nederlandse provincie Flevoland is een voorbeeld van een gebied waar vele kleine groepen molens tot een onrustige inbreuk in het vlakke landschap leiden. Plaatsing van het landschap overheersende zeer grote opwekkers van windenergie stuit in Nederland steeds vaker op bezwaren van de bewoners van de betreffende landstreek.

### Visuele benadering

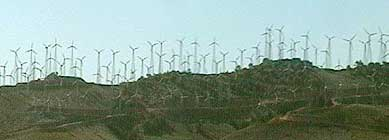
Visuele impact: windpark Tehachapi Pass in Californië, te veel turbines en te hoge rotatiesnelheid

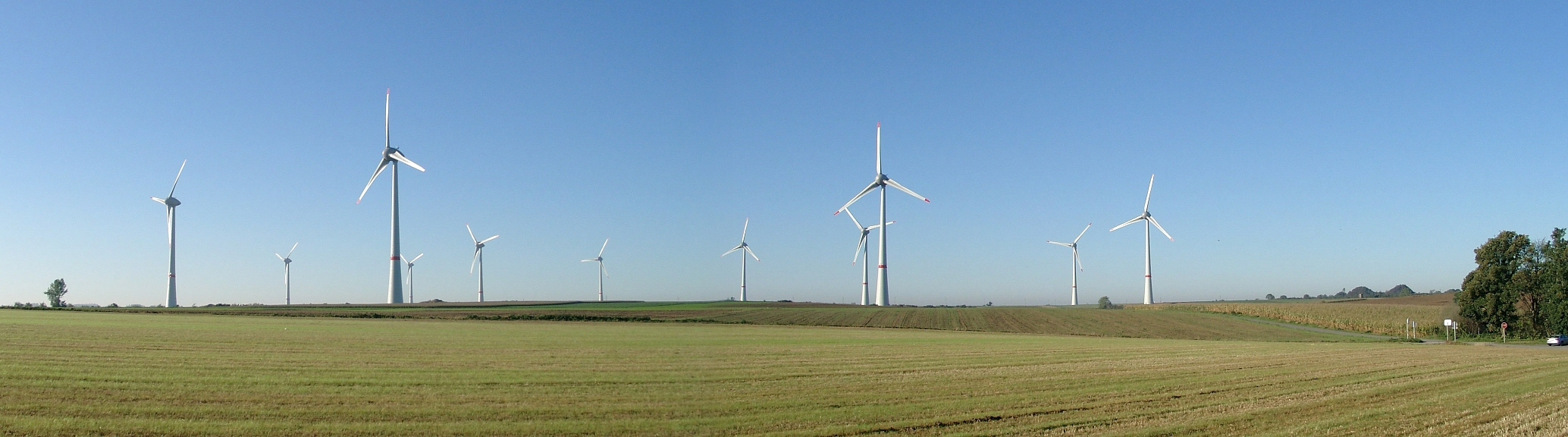
Visuele impact: impact reduceren én jaaropbrengst verhogen, keuze voor 11 turbines E-126/ 7,5 MW met zeer trage rotatie in plaats van 23 turbines 2MW met snellere rotatie op dezelfde 4,5km² oppervlakte, Estinnes België 10 oktober 2010

Voorbeelden van patronen om turbines in te plaatsen zijn:
- rechte lijn
- gebogen lijn
- meerdere rechte lijnen
- een bepaald raster, waarbij de turbines er als een compacte groep uitzien
- het volgen van een bestaand object zoals een snelweg of een kanaal

Dit is de visuele benadering van het ontwerp-probleem.
Vanuit het standpunt van een beschouwer worden de effecten van de verschillende plaatsingspatronen bekeken. En vooral hoe het aanzicht verandert als de beschouwer beweegt in het landschap, in het zicht van het windpark. Een beschouwer kan zijn: iemand die er in de buurt woont of een automobilist of fietser op een weg in het gebied. Verder speelt ook het toeristisch en recreatief gebruik van het landschap soms een rol,

### Inhoudelijke benadering
Er is nog een andere ontwerp benadering mogelijk, de inhoudelijke. Door de toenemende hoogte van hedendaagse windturbines, passen ze eigenlijk nergens meer bij, ze zijn een object dat helemaal op zichzelf staat. Om dan toch nog zin aan een ontwerp te geven, wordt een niet tastbaar iets gebruikt. Bijvoorbeeld een geologisch gegeven zoals de rand van de Peel op de grens van de provincies Brabant en Limburg. Ook die provinciegrens zelf kan een geschikte zingeving zijn. Een willekeurige, mooi ontworpen lijn of patroon in het landschap kan ook geschikt zijn.
Bij deze aanpak is essentieel dat belanghebbenden en omwonenden zich ergens mee kunnen identificeren. De rand van de Peel is een voorbeeld. Maar ook "kunnen participeren" door meerdere belanghebbenden, is een mogelijkheid. Niet alleen de initiatiefnemers (meestal agrariërs), maar ook omwonenden investeren dan in het park. De windturbines zelf zijn dan onderwerp van identificatie naast het zelf investeren in duurzame energie. Dan hoeft het fysieke ontwerp niet meer na te streven dan een rustig landschappelijk beeld. Een groot voordeel is dat de betrokkenen bijvoorbeeld mede-eigenaar zijn of hebben geparticipeerd in het ontwerp en de precieze locatiekeuze van een enkele turbine in het geheel.

### Andere plaatsingsvoorwaarden
In Nederland mogen niet in elk gebied windparken ontworpen worden. Provincies bepalen in hun streekplan waar wel en niet mogelijkheden zijn. Gebieden met veel woonbebouwing en cultuurhistorische waarde worden meestal uitgesloten. Voor windparken, groter dan een bepaald aantal turbines of een bepaald gezamenlijk opgesteld vermogen, moet bovendien eerst een Milieueffectrapportage (MER) worden opgesteld.
Een aspect van geheel andere orde is de aanwezigheid van een hoogspanningsnet. Als dat al aanwezig is, wordt het project goedkoper.

## Plaatsing in zee

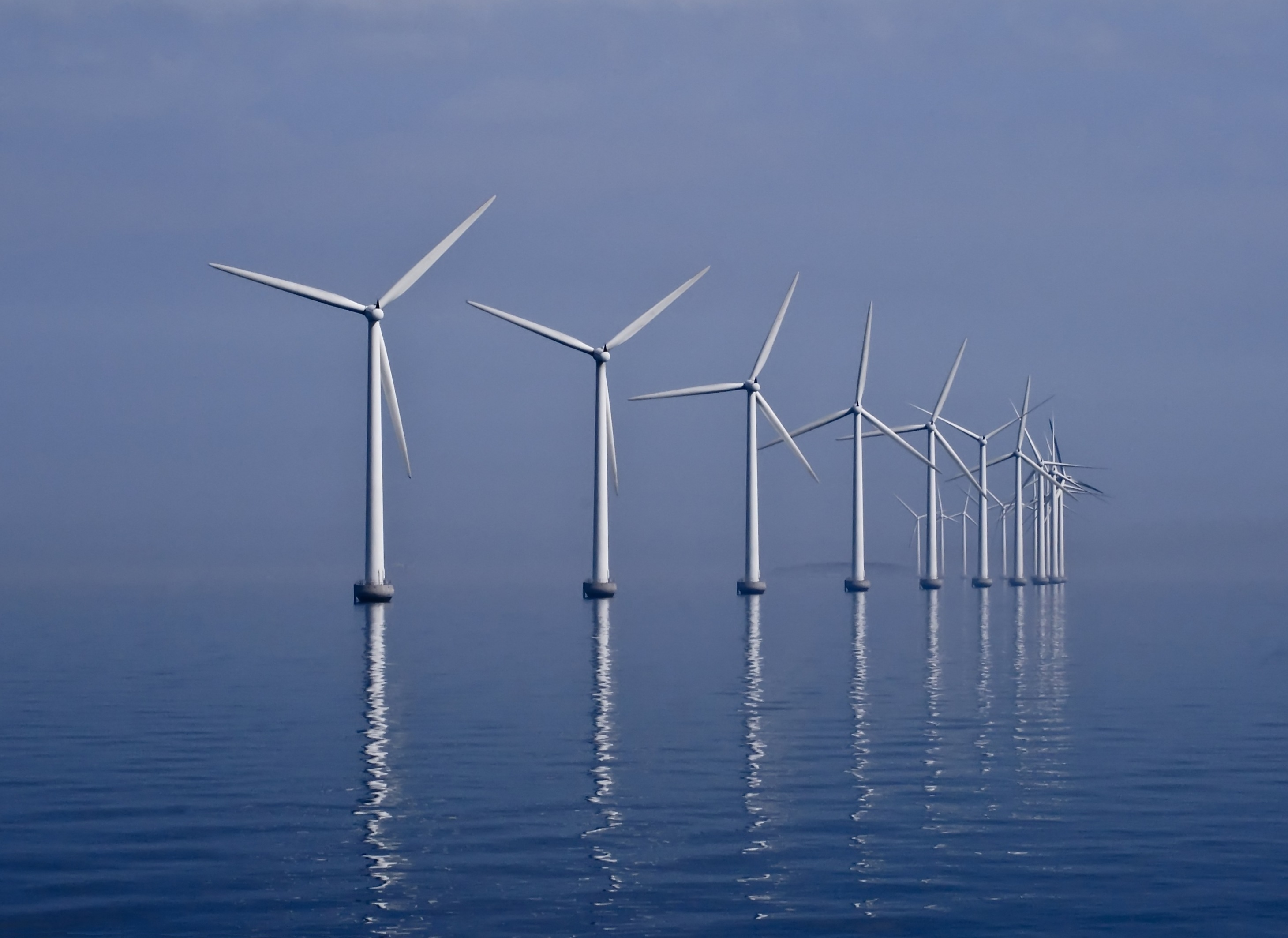
windmolenpark Middelgrunden in de Sont. De afstand tussen twee windturbines bedraagt 180 meter.

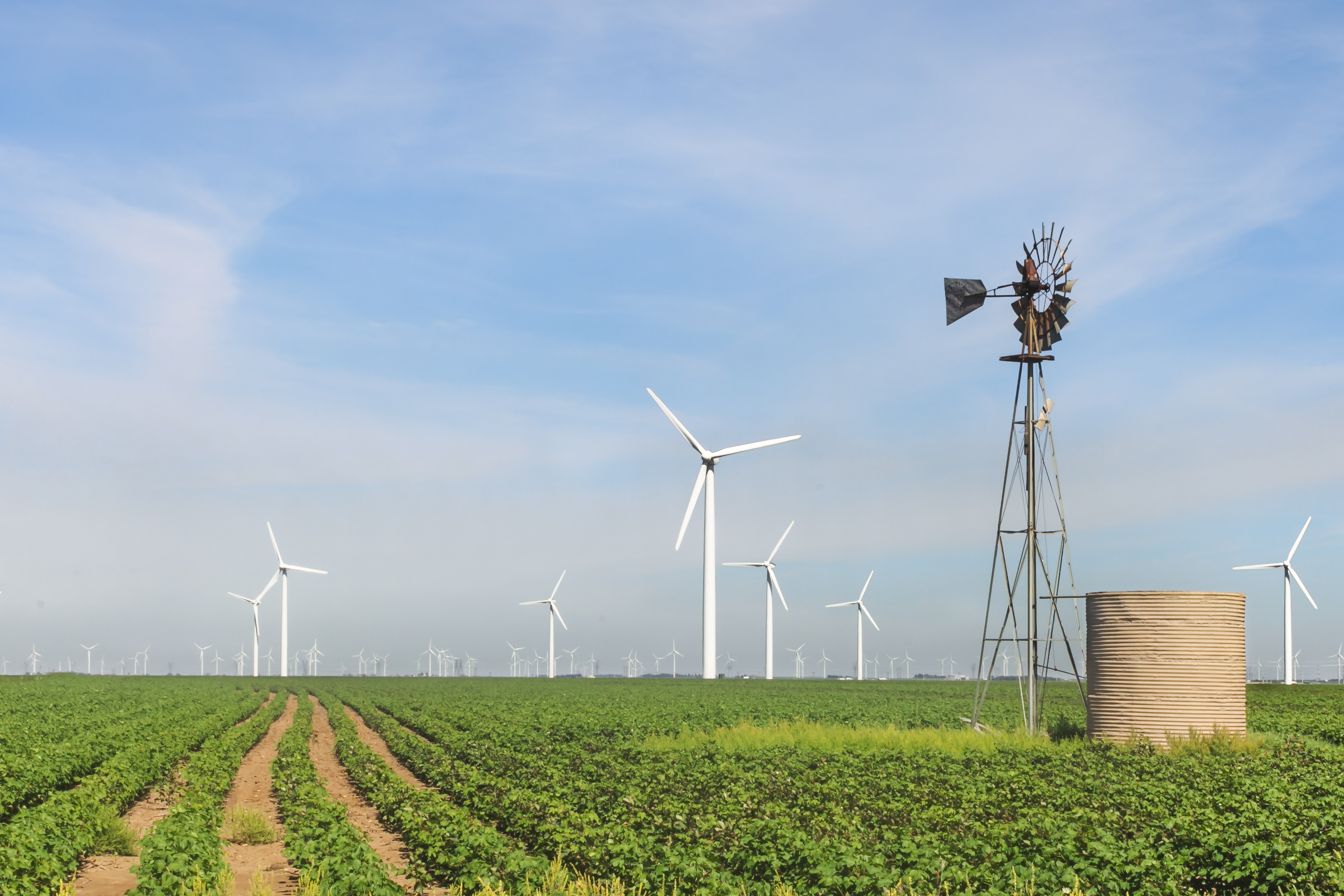
Roscoe Wind Farm in West Texas

Windparken op zee hebben, gezien de gemiddelde hogere windsnelheid, een hogere en stabielere opbrengst dan windparken op land. Aanvankelijk was de bouw van een windturbine op zee duurder dan een windturbine op land. Zo werd er voor het windpark Gemini nog een SDE-subsidie van € 0,16 per kWh toegekend. Eind jaren 10 kwam er echter een kentering. Windturbines werden steeds groter evenals de installatieschepen, terwijl grotere windturbines op land juist meer tegenstand veroorzaakten waarmee het voordeel van schaalvergroting deels teniet werd gedaan. De afstand tot de kust heeft invloed op de kosten. Hoe langer de hoogspanningskabel hoe hoger de transportkosten en hoe dieper de zee hoe hoger de funderingskosten. Daar staat tegenover dat verder uit de kust de opbrengst als gevolg van de gemiddelde hardere wind toeneemt.
Een apart facet vormen de transportkosten van de opgewekte elektriciteit. In het Verenigd Koninkrijk heeft de staat een lange hoogspanningskabel in zee aangelegd, om particuliere windparken op zee langs die kabel te stimuleren. In Nederland voorzien de netbeheerders voor het netwerk en de kosten van het transport van de stroom van een gepland offshore windmolenpark. Dit wordt betaald door de vaste netwerkkosten van consumenten (en valt dus buiten het budget de SDE-subsidie) waarna ondernemingen zich kunnen inschrijven in een tender. Het windpark wordt daarbij gegund aan die partij die inschrijft met het laagste bedrag aan SDE-subsidie per te leveren kWh. Het eerste Nederlandse offshore windpark dat zonder SDE-subsidie kon worden gebouwd, is Windpark Hollandse Kust Zuid.
Belwind is een windmolenpark voor de kust van België. Het windpark wordt gebouwd op de Blighbank, 46 kilometer van de kust van Zeebrugge met een maximale waterdiepte van 37 meter. Het park wordt in twee fasen van elk 55 turbines gerealiseerd. Het totaal geplande vermogen van 330 megawatt zal naar verwachting jaarlijks 1,1 miljard kilowattuur aan elektriciteit produceren. Dat is voldoende om ongeveer 350.000 gezinnen van stroom te voorzien en 1.080.000 ton CO2 per jaar te besparen.
De constructie van het 54 turbines tellende windpark van C-Power op de Thorntonbank ter hoogte van Oostende ging in 2008 van start met de installatie van zes turbines van 5 MW. In 2012 werden een tweede zeekabel, een offshore transformatorstation en dertig turbines van 6,15 MW geïnstalleerd, de grootste capaciteit ter wereld zo ver op zee. Het 325 MW offshore windpark is in 2013 voltooid en sinds september van dat jaar draaien alle turbines op volle capaciteit.
In Nederland zijn er sinds 2016 vier windmolenparken in de Noordzee.
- De NoordzeeWind staat voor de kust in vak Q8 bij Egmond aan Zee. Het park heeft 36 windturbines met ieder een vermogen van drie megawatt. Het park was in augustus 2006 gereed en is gebouwd door Shell en NUON.
- Het Prinses Amaliawindpark staat in vak Q7 buiten IJmuiden. Het park heeft zestig Vestas V-80 windturbines van elk twee megawatt.[1] Het windpark werd op 4 juni 2008 geopend en wordt beheerd door Eneco.
- Luchterduinen is een windmolenpark dat ontwikkeld is door Eneco en Diamond Generating Europe en dat 23 kilometer uit de kust bij Noordwijk aan Zee komt te liggen.[2] Het windpark werd op 21 september 2015 officieel geopend.
- Gemini is de naam voor twee parken die door Typhoon Offshore werden gebouwd. Het eerste park heet Buitengaats en ligt ten noorden van Ameland. Dit windmolenpark omvat 75 4MW turbines van Siemens AG die 300MW aan energie leveren. Het andere park heet ZeeEnergie en ligt ten noorden van Schiermonnikoog. Dit windmolenpark omvat eveneens 75 4MW-turbines van Siemens die 300MW aan energie leveren[3] De twee windparken zijn in bedrijf vanaf 2016.
- Windpark Borssele werd voor de kust van Zeeuws-Vlaanderen en Walcheren vanaf 2016 gebouwd. De kavels I en II (700 MW) werden bebouwd door het Deense energiebedrijf Dong Energy (het latere Ørsted) en een consortium van Shell, Diamond Generating Europe, Eneco en Van Oord bouwden 700 MW aan windturbines op de kavels III en IV.

In aanbouw is het Windpark Hollandse Kust Zuid voor de Zuid-Hollandse kust. Het is het eerste windpark ter wereld dat zonder subsidie werd gebouwd. De twee concessies (1.400 MW) zijn gegund aan Vattenfall na twee uitgeschreven tenders in maart 2018 (kavels I en II) en juli 2019 (kavels III en IV). Er werd in juli 2021 gestart met de bouw en het moet begin 2023 operationeel zijn.
In 2020 werd opnieuw een tender uitgeschreven. Dit keer voor de bouw van het Windpark Hollandse Kust Noord. De concessie werd verleend aan Shell en Eneco. Het park heeft een totaalvermogen van 750 MW en ligt noordelijk van Windpark Hollandse Kust Zuid. Het moet in 2024 draaien. Zowel Hollandse Kust Zuid als Noord liggen op ongeveer achttien kilometer voor de kust.
Inmiddels is er ook een tender uitgeschreven voor het verderop liggende Windpark Hollandse Kust West, 53 kilometer ver op zee. Hier wordt 1.400 MW aan vermogen opgesteld.